# Ronald Koeman
Ronald Koeman [ronald kúman] (* 21. března 1963, Zaandam, Nizozemsko) je bývalý nizozemský fotbalový obránce, od roku 2022 trenérem nizozemské fotbalové reprezentace.
Byl pověstný tvrdými a přesnými střelami z velké vzdálenosti. V letech 1987 a 1988 získal ocenění nizozemský fotbalista roku. V anketě Zlatý míč, která hledala nejlepšího fotbalistu Evropy, se roku 1988 umístil na pátém místě.
Přestože byl obránce, vstřelil během kariéry 239 gólů.

## Hráčská kariéra
Svou kariéru odstartoval v roce 1980 v klubu FC Groningen, poté hrál postupně za Ajax Amsterdam, PSV Eindhoven, FC Barcelonu a kariéru zakončil ve Feyenoordu Rotterdam.
Svůj debut v národním týmu reprezentaci měl 27. dubna 1983 proti Švédsku.

## Trenérská kariéra
Po ukončení aktivní fotbalové kariéry trénoval Ajax Amsterdam, kde měl výrazné úspěchy, stal se i vítězem Eredivisie, ale v sezoně 2004/05 Ajax po neshodách s Rafaelem van der Vaartem a s vedením opustil. Nabídka na další trénování přišla vzápětí od Benfiky, kterou trénoval rok, a odkud se vrátil v roce 2006 opět do Nizozemska a začal trénovat PSV Eindhoven. Od října 2007 do dubna 2008 trénoval tým FC Valencie, se kterou vyhrál Copu del Rey. Po tomto angažmá se opět vrátil do Nizozemska, kde krátce vedl tým AZ Alkmaar, ale po půl roce a šňůře 7 porážek odstoupil a od 21. června 2011 do února 2014 trénoval Feyenoord Rotterdam. Od roku 2018 do roku 2020 byl trenérem nizozemské fotbalové reprezentace než se v prosinci 2022 znovu vrátil.

### Southampton FC
V červnu 2014 nahradil na lavičce anglického Southamptonu Mauricia Pochettina. V první sezóně skončil v Premier League s týmem na sedmé pozici, která klubu zaručila postup do kvalifikace o Evropskou ligu UEFA 2015/16. Do skupinové fáze se mu ovšem díky výsledné prohře 2:1 s FC Midtjyllandem postoupit nepodařilo. Další sezónu si Southampton své umístění v lize o jednu příčku vylepšil a skončil na šesté pozici, která mu zaručila základní skupiny Evropské ligy UEFA 2016/17.

### Everton FC
14. června 2016 bylo oficiálně oznámeno, že Ronald Koeman převezme liverpoolský klub Everton FC, se kterým podepsal tříletou smlouvu.

### FC Barcelona
Dne 19.8.2020 podepsal smlouvu s FC Barcelona na 2 roky . Z funkce hlavního trenéra byl 27. října 2021 odvolán.